# Rupert Gerl
Rupert Gerl (* 22. August 1961) ist ein ehemaliger deutscher Fußballspieler.

## Karriere
Zur Saison 1987/88 wechselte Gerl zusammen mit Adrian Spyrka von den Amateuren von Borussia Dortmund in den Profikader. Er verstärkte den Sturm, um Frank Mill, Norbert Dickel und Daniel Simmes. In der Bundesliga kam er unter Trainer Reinhard Saftig viermal zum Einsatz. Sein Debüt war am 11. Spieltag als er in der 77. Spielminute eingewechselt wurde, das Spiel wurde 0:2 gegen den Karlsruher SC verloren. In der Winterpause der Folgesaison wechselte er zur SpVg Marl.